# Drosera coccipetala
Drosera coccipetala este o specie de plante carnivore din genul Drosera, familia Droseraceae, ordinul Caryophyllales, descrisă de Debbert. Conform Catalogue of Life specia Drosera coccipetala nu are subspecii cunoscute.